# Lin Li (volley-ball)
Pour les articles homonymes, voir Lin Li et Lin.
Dans ce nom chinois, le nom de famille, Lin, précède le nom personnel.
Lin Li est une joueuse chinoise de volley-ball née le 5 juillet 1992 à Fuzhou. Elle a remporté avec l'équipe de Chine le tournoi féminin aux Jeux olympiques d'été de 2016 à Rio de Janeiro.